# Mobile Suit Gundam GQuuuuuuX
Mobile Suit Gundam GQuuuuuuX (機動戦士 Gundam GQuuuuuuX, Kidō Senshi Gandamu Jīkuakusu) est une série télévisée d'animation japonaise de science-fiction mecha. Il s'agit de la seizième série Gundam produite par Sunrise, en collaboration avec le Studio Khara. Il s'agit également de la seconde série télévisée Gundam avec une protagoniste féminine (après Mobile Suit Gundam: The Witch from Mercury). Cette série est réalisée par Kazuya Tsurumaki et écrite par Yōji Enokido et Hideaki Anno.
Cette série est diffusée du 8 avril au 25 juin 2025, sur la chaine Nippon Television et autres stations Nippon Television Network System au Japon, et sur la plateforme de SVOD Prime Video à l'internationale, dont en France.
Une version cinématographique des quatre premiers épisodes, nommée Mobile Suit Gundam GQuuuuuuX - Beginning -, est sortie dans les salles japonaises le 17 janvier 2025, et a été diffusé dans les salles françaises exclusivement les 15 et 16 mars 2025.

## Histoire
Il s'agit d'une série prenant place dans une temporalité alternative à la série Mobile Suit Gundam, dérivant en termes d'histoire, tout en retenant certains des personnages comme Char Aznable.
Avant les évènements de la série, Char parvient à dérober le prototype du Gundam RX-78-2, qu'il repeint en rouge et surnomme le "Gundam Rouge", puis à changer le cours de la Guerre d'Un An en faveur de l'empire de Zeon. Cependant, Char et le Gundam disparaissent à la suite d'un phénomène nommé le "Zeknova".
Cinq ans après la victoire, on suit Amate Yuzuriha, une lycéenne vivant tranquillement sur la colonie spatiale Side-6, avant qu'elle rencontre Nyaan, une réfugiée de guerre faisant des livraisons clandestines, et de Shuji, un adolescent mystérieux pilotant le Gundam Rouge disparu il y a cinq ans de cela.
Après avoir pris contrôle du Gundam GQuuuuuuX, elle décide de prendre part à des "Combats de clans", à savoir des combats clandestins de Mobile Suits.

## Personnages

### Personnages principaux
Yuzuriha Amate (アマテ・ユズリハ, Amate Yuzuriha) / Machu (マチュ)
Voix japonaise : Tomoyo Kurosawa (ja), voix française : Alayin Dubois
La protagoniste principale de la série, et pilote du gMS-Ω GQuuuuuuX.
Une lycéenne ordinaire qui voit sa vie se retourner après la rencontre de Nyaan, une réfugiée de guerre, et Shuji, un adolescent mystérieux. Elle prend place dans des combats de clans.
Nyaan (ニャアン)
Voix japonaise : Yui Ishikawa, voix française : Claire Tefnin
Une réfugiée ayant fui son pays natal en guerre et séparée de sa famille. Après son arrivée sur la colonie Side-6, elle devient une livreuse, principalement de contrebande illégale. Elle rencontre Machu lors d'une de ses livraisons.
Shūji Itō (シュウジ・イトウ, Shūji Itō)
Voix japonaise : Shimba Tsuchiya (ja)
Le pilote du gMS-α Gundam Rouge, piloté à l'origine par Char Aznable. Il s'agit d'un adolescent mystérieux disant pouvoir écouter le Gundam Rouge. Il devient le 'Mav' (ou partenaire) de Machu lors des Combats de Clans.
Il est accompangé d'un petit robot à 4 pattes nommé CONCH (コンチ, Konchi).
Casval Rem Deikun (キャスバル・レム・ダイクン, Kyasubaru Remu Daikun) / Char Aznable (シャア・アズナブル, Shaa Azunaburu)
Voix japonaise : Yuuki Shin (ja), voix française : Philippe Allard
Le pilote original du gMS-α Gundam Rouge et un vétéran de la Guerre d'Un An, ayant disparu lors du conflit final dans un phénomène "Zeknova".

### Membres de Kaneban SARL
Annqi (アンキー, Ankī)
Voix japonaise : Mariya Ise, voix française : Sophie Frison
Présidente du bric-à-brac Kaneban SARL. Elle est impliquée dans plusieurs activités criminelles, dont les Batailles de clan.
Jezzi (ジェジー, Jejī)
Voix japonaise : Yukitoshi Tokumoto, voix française : Pierre Le Bec
Un pilote prenant part aux Batailles de clan, à bord d'un Mobile suit de type Zaku.
Pomeranian (ポメラニアン, Pomeranian)
Voix japonaise : Kosuke Echigoya
Un loulou de Poméranie appartenant à Jezzi.
Nabu (ナブ, Nabu)
Voix japonaise : Shōya Chiba, voix française : Jonathan Simon
Kaine (ケーン, Kēn)
Voix japonaise : Yusuke Nagano, voix française : Arthur Dubois
HARO (ハロ, Haro)
Voix japonaise : Rie Kugimiya, voix française : Marie Du Bled
Une IA autonome pouvant parler et fournir des renseignements sur son entourage. Il accompagne Machu depuis qu'elle pilote le gMS-Ω GQuuuuuuX.

### Personnages de l'armée de Zeon
Challia Bull (シャリア・ブル, Charia Buru)
Voix japonaise : Shinji Kawada, voix française : Maxime van Santfoort
Un lieutenant-colonel de l'armée de Zeon. Il a conspiré avec Char lors de la Guerre d'Un An afin de trahir Zeon. Cependant, depuis la disparition de Char, il recherche Char et le Gundam Rouge.
Xavier Olivette (エグザベ・オリベ, Eguzabe Oribe)
Voix japonaise : Seiichiro Yamashita, voix française : Alexis Flamant
Un sous-lieutenant de l'armée de Zeon, étant premier de sa classe à l'école Flanagan.
Il pilotait le gMS-Ω GQuuuuuuX pour une mission confidentielle afin de retrouver le Gundam Rouge, mais l'a perdu à Machu après une altercation avec la police de Side-6.
Comoli Harcourt (コモリ・ハーコート, Komori Hākōto)
Voix japonaise : Akane Fujita, voix française : Nancy Philippot
Une sous-lieutenant de l'armée de Zeon, et une officière d'élite d'une école militaire. Elle fait partie de la mission ayant pour but de retrouver Char Aznable et le Gundam Rouge.
Denim (デニム, Denimu)
Voix japonaise : Kōsuke Gotō, voix française : Nicolas Matthys
Un sergent-major dans l'armée de Zeon. En année U.C. 0079, il pilotait un Zaku aux côtés de Char pendant l'assaut de la Base Blanche.
Dren (ドレン, Doren)
Voix japonaise : Taichi Takeda
Un lieutenant de l'armée de Zeon, ayant été promu au rang de capitaine. Il était l'adjudant de Char.

## Production
La série a été dévoilée pour la première fois lors du livestream « Gundam Conference Winter 2024 » le 4 décembre 2024, révélant la bande-annonce officielle de la série. Il s'agit de la première production Gundam coproduite par le studio Sunrise et le Studio Khara, et elle est en grande partie dirigée par les mêmes artistes ayant déjà travaillé pour l'ex-studio Gainax sur plusieurs séries animées telles que Evangelion, FLCL et Diebuster. Bien que le degré d'implication du fondateur et président de Khara, Hideaki Anno, crédité comme co-auteur de GQuuuuuuX, ait été débattu, le concepteur mécanique Ikuto Yamashita a précisé que Kazuya Tsurumaki (ja) est le directeur principal du projet et que le rôle d'Anno s'est limité à fournir un soutien à la production,.
La planification de la série a commencé en 2018. Khara avait auparavant collaboré avec Sunrise sur des animations intermédiaires et d'autres supports, comme sur le dernier épisode de Mobile Suit Gundam Unicorn. Dans le cadre de la production, Tsurumaki à proposer de nouvelles approches avec l'approbation de Sunrise.
La série est considérée par Sunrise comme « une œuvre représentative à l'approche des 45e et 50e anniversaires de Gundam », ce qui a incité la sortie d'une version théâtrale, intitulée Mobile Suit Gundam GQuuuuuuX Beginning (機動戦士 Gundam GQuuuuuuX Beginning, Kidō Senshi Gandamu Jīkuakusu Biginingu), pour créer un « élément festif » autour de la collaboration entre Khara et Sunrise.

## Anime
La série est réalisée par Kazuya Tsurumaki (ja) et écrite par Yōji Enokido et Hideaki Anno. La conception visuelle des personnages a été dirigée par l'artiste take, et la conception mécanique des mechas (Mobile Suits) est dirigée par Ikuto Yamashita. La série est diffusée du 8 avril au 25 juin 2025, sur les chaîne affilées à  NTNS dont Nippon Television,. Pour les pays francocphones, la série est diffusée également en simulcast sur la plateforme de SVOD Prime Video,.
Une version cinématographique de Bandai Namco Filmworks et Tōhō, reprenant les quatre premiers épisodes, est sortie le 17 janvier 2025 et les versions MX4D et 4DX ont été projetées dans les cinémas japonais à partir du 22 février de la même année. Elle a été diffusée dans les salles françaises exclusivement les 15 et 16 mars 2025.
Le 23 février 2025, il est annoncé que le thème du générique d'ouverture de la série, ainsi que le thème principal du film GQuuuuuuX -Beginning- sera la chanson "Plazma", interprétée par Kenshi Yonezu,. Le 23 mars 2025, il a été annoncé que le thème du générique de fin est la chanson Mō Dō Natte mo Ii ya (もうどうなってもいいや, litt. « Je m'en fiche de ce qui arrive. »), interprétée par Hoshimachi Suisei (ja) dont il exite une version abrégée pour le film d'introduction,. Hoshimachi et le superduo Nomelon Nolemon (ja) interpréteront également respectivement les chansons Yoru Ni Saku (夜に咲く, litt. « Fleurir la nuit »), et Midnight Reflection (ミッドナイト・リフレクション, litt. « Réflexion de minuit »), Kienai (きえない, litt. « Indéfectible ») et Halo en tant que chansons supplémentaires,.

### Liste des épisodes
| No | Titre français                | Titre japonais                          | Titre japonais               | Date de 1re diffusion |
| No | Titre français                | Kanji                                   | Rōmaji                       | Date de 1re diffusion |
| -- | ----------------------------- | --------------------------------------- | ---------------------------- | --------------------- |
| 1  | Le Gundam rouge               | 赤いガンダム                            | Akai Gandamu                 | 9 avril 2025          |
| 2  | Le Gundam blanc               | 白いガンダム                            | Shiroi Gandamu               | 16 avril 2025         |
| 3  | Machu au combat               | クランバトルのマチュ                    | Kuranbatoru no Machu         | 23 avril 2025         |
| 4  | La guerre de la sorcière      | 魔女の戦争                              | Majo no sensō                | 30 avril 2025         |
| 5  | Nyaan n'a pas vu le kira-kira | ニャアンはキラキラを知らない            | Nyaan wa kirakira o shiranai | 7 mai 2025            |
| 6  | Le complot contre Kycilia     | キシリア暗殺計画                        | Kishiria ansatsu keikaku     | 14 mai 2025           |
| 7  | La rébellion de Machu         | マチュのリベリオン                      | Machu no riberion            | 21 mai 2025           |
| 8  | Une lune, deux chutes         | 月に墜(堕)ちる; 月に墜ちる & 月に堕ちる | Tsuki ni ochiru              | 28 mai 2025           |
| 9  | La rose de Saron              | シャロンの薔薇                          | Sharon no bara               | 4 juin 2025           |
| 10 | Le blocus du Yomagn'tho       | イオマグヌッソ封鎖                      | Iomagunusso fūsa             | 11 juin 2025          |
| 11 | Les Alphacides                | アルファ殺したち                        | Arufa koroshi-tachi          | 18 juin 2025          |
| 12 | Ma raison                     | だから僕は..                            | Dakara boku wa..             | 25 juin 2025          |

### Annotations
1. ↑  Les titres français de l'adaptation en anime proviennent de Prime Video.